# Lohu

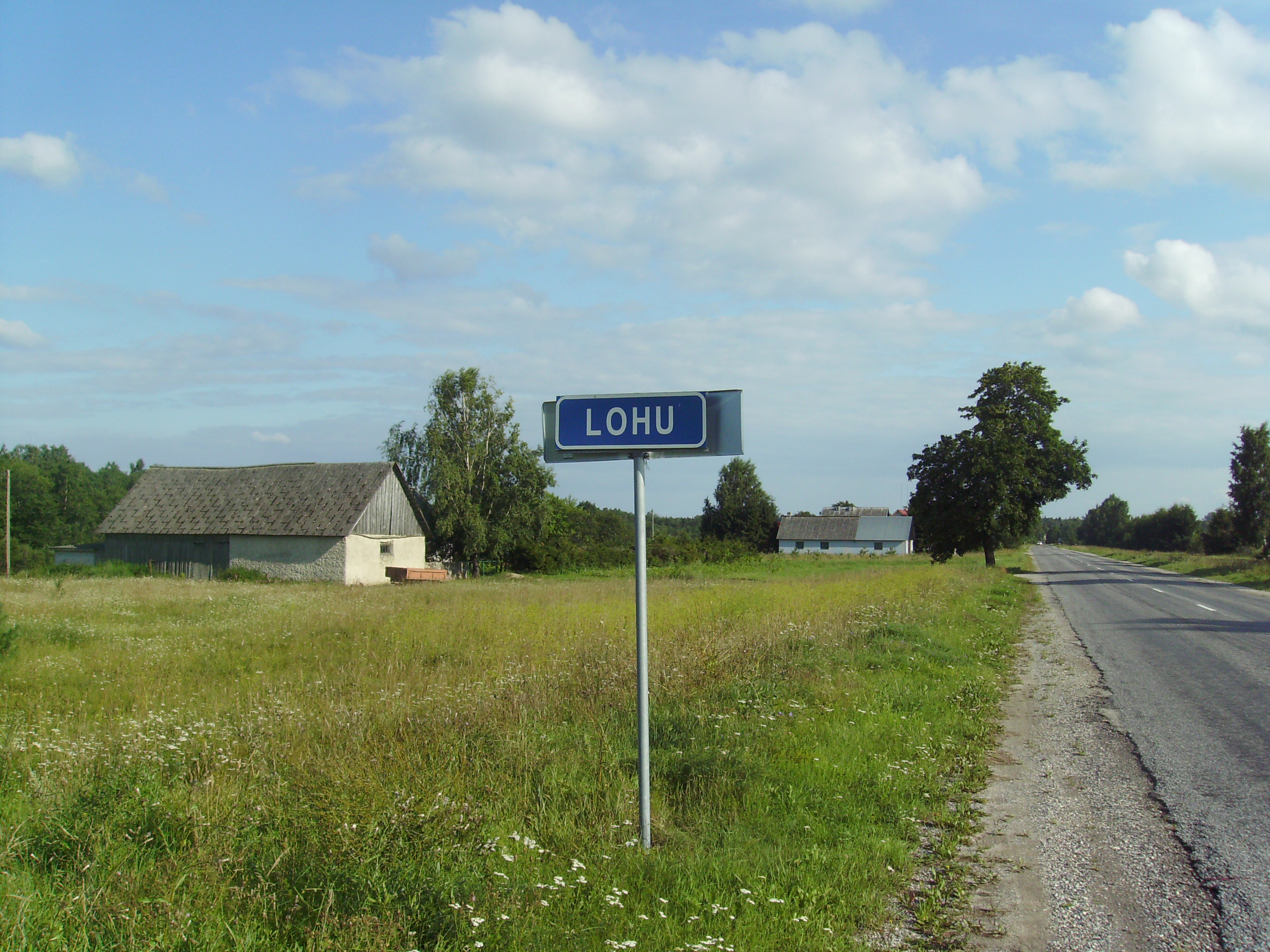
Vue en été.

Lohu (autrefois en allemand : Loal) est un petit village estonien appartenant à la municipalité rurale de Kohila (autrefois: Koil) dans la région de Rapla (anciennement : district de Rappel). Le hameau, qui s'étend sur 2,4 km2, se trouve à 3 km de Kohila en amont de la rivière Keila. Il est traversé par la route de Tallinn à Rapla. Il a été mentionné pour la première fois par écrit sous le nom de villa magna Lone, en 1216. Sa population était de 83 habitants au 3 septembre 2008.

## Fortins
Deux fortins construits par les Estes se trouvaient de part et d'autre de la rivière. Le premier, qui était l'un des fortins les plus importants des Estes du XIIe et du XIIIe siècle, se nommait aussi fortin de Saint-Jean (Lohu Jaanilinn, en estonien ; Johannisfeste en allemand), lorsqu'il fut pris par l'Ordre Livonien. Un village se forma autour du fortin au nord, à l'ouest et à l'est. Le chroniqueur allemand Henri de Livonie (Henricus de Lettis) évoque ce lieu sous le nom de castrum Lone dans sa chronique livonienne (Chronicon Livoniæ) écrite au début du XIIIe siècle. Les chevaliers Porte-Glaive s'en emparent au cours de l'hiver 1220, mais doivent subir un siège de deux semaines de la part des Estes en 1224. L'autre fortin, plus petit et plus ancien, date du Xe ou du XIe siècle et se trouvait plus au sud. Il servait sans doute de Vorburg, c'est-à-dire d'avant-poste de défense pour l'autre fortin qui était plus important et situé au nord.

## Château de Loal

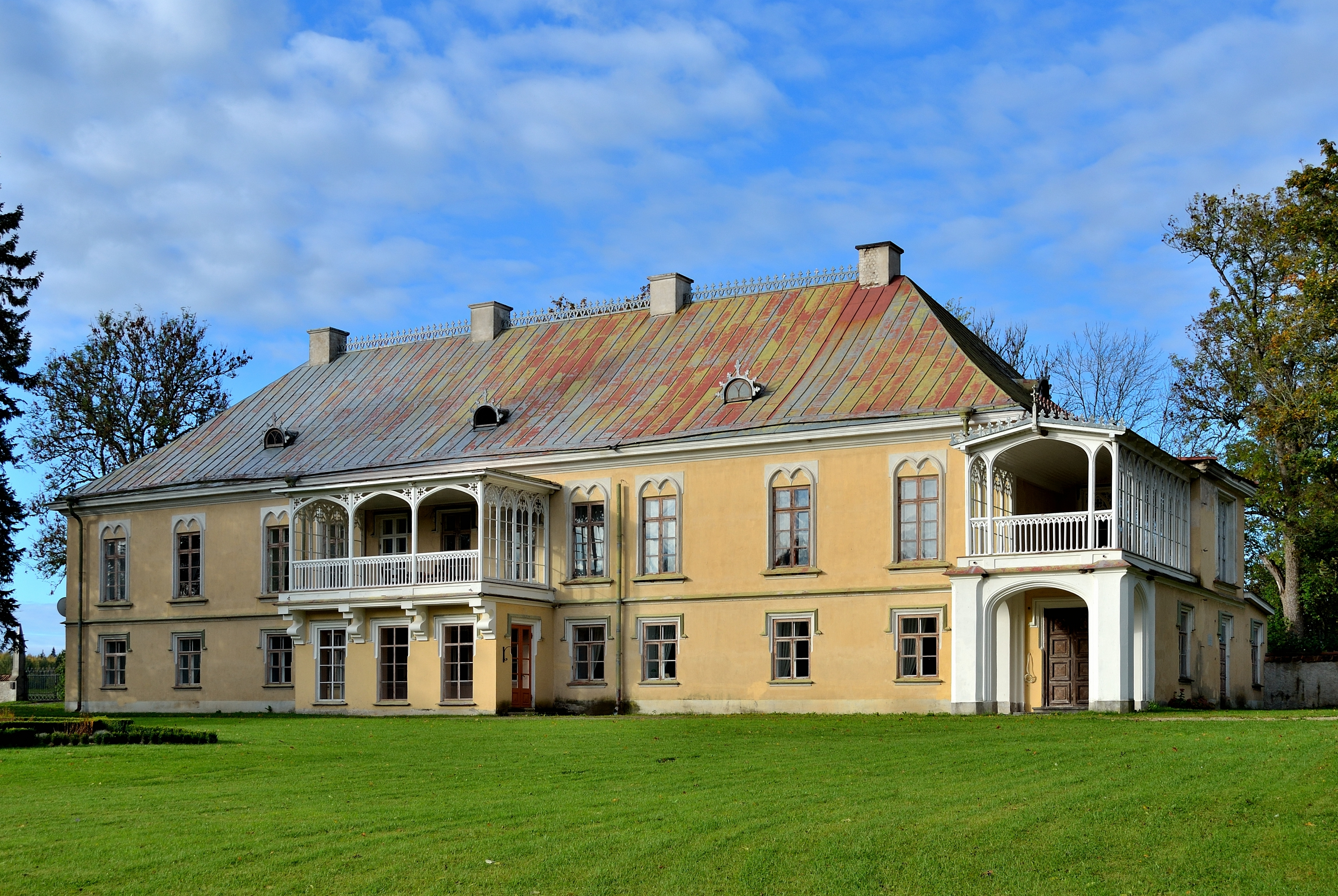
Vue du château de Loal

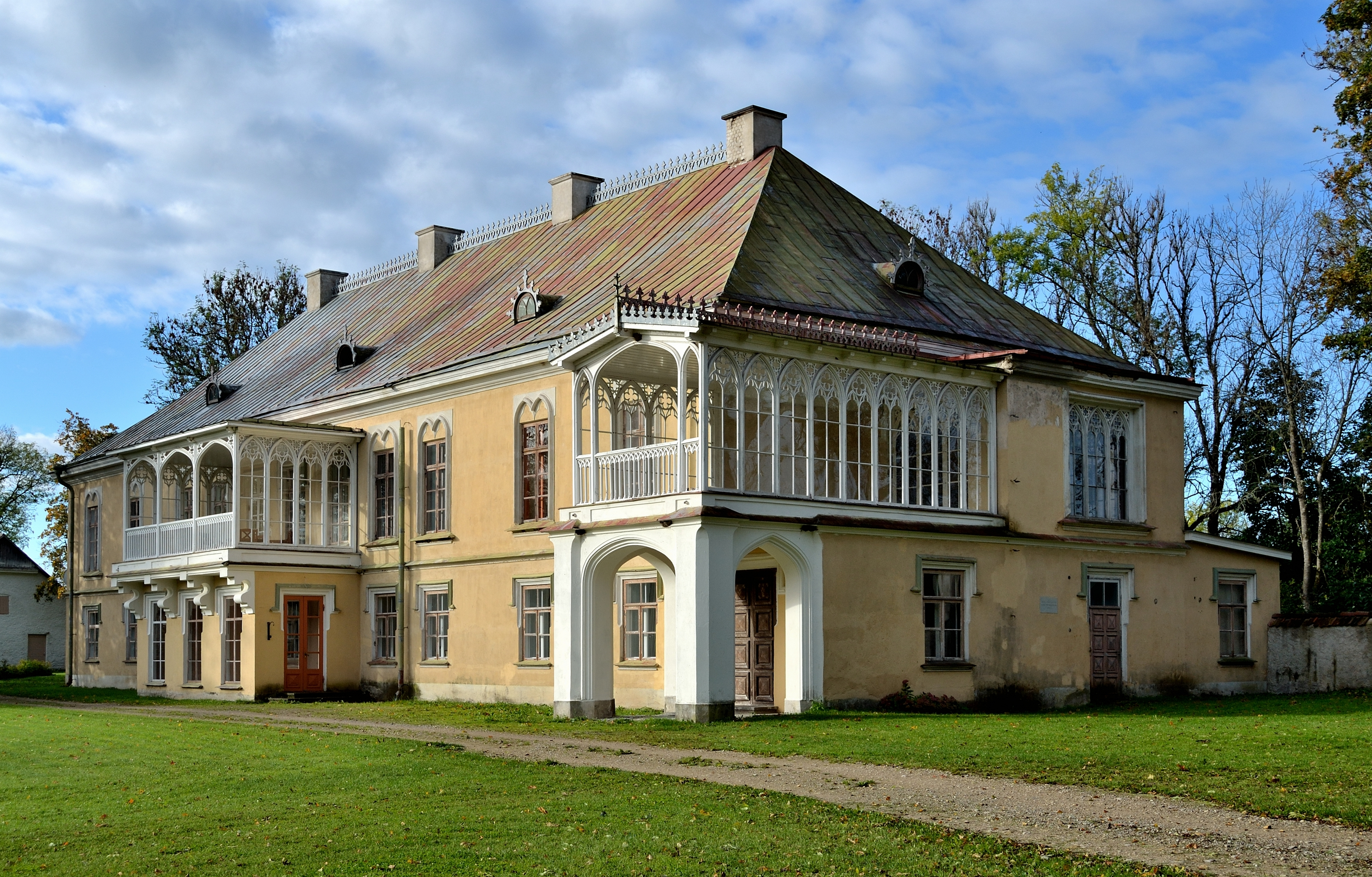
Vue du château en 2011

Le château du domaine seigneurial se trouve à un kilomètre au sud de l'ancien fortin. C'est aujourd'hui une propriété privée, après avoir servi de bâtiment administratif pour le kolkhoze établi sur les terres de l'ancien domaine, à l'époque de la république socialiste soviétique d'Estonie.
Le domaine seigneurial est bien référencé dans les documents depuis au moins l'année 1620. Un manoir est d'abord construit en bois, puis en pierre au XVIIIe siècle. Celui-ci laisse la place à un château néoclassique en 1780 qui est réaménagé en style pseudo-gothique dans le dernier quart du XIXe siècle.
Le château était surtout connu pour son intérieur remarquable. Gottlieb Christian Welté (1748-1792) est l'auteur de fresques murales datant de 1791 qui représentaient des scènes mythologiques et des décors inspirés de la nature et des grisailles montrant Hercule et Vénus. Une collection de tapisseries françaises y fut aussi installée en 1825. Elles montrent des scènes de Don Quichotte et se trouvent aujourd'hui au musée historique de Tallinn. Ces tapisseries sont issues des ateliers Jacquemart et Bernard.
Le paysagiste Georg Kuphaldt dessine l'ancien jardin baroque en un parc à l'anglaise de 9 hectares auquel on ajoute plus tard un moulin à eau. Les propriétaires installent un distillerie de schnaps en 1890.

## Source
- (de) Cet article est partiellement ou en totalité issu de l’article de Wikipédia en allemand intitulé « Lohu » (voir la liste des auteurs).